# På Gud, vår Fader, jag nu tror
På Gud, vår Fader, jag nu tror är en gammal psalm i tolv verser som endast fanns med i 1695 års psalmbok. Psalmen signeras i en upplaga från 1767 med "D. Luth. L. Jonae" vilket innebär att den är skriven av Martin Luther och översatt av Laurentius Jonae.
I 1697 års koralbok anges att melodin är samma som till psalmen Vår Fader, som i himlen är (nr 9), O du, vår Herre Jesu Krist (nr 159) och Gudh Fader uthi Himmelrijk (nr 296). Melodin används i Den svenska psalmboken (1986) till psalmerna 486 O Gud, du som de världar ser, 526 Att be till Gud han själv oss lär och 603 Du, Herre, i din hägnad tar.

## Publicerad i
- Den svenska psalmboken 1694 som nummer 9 under rubriken "Trones Artiklar".[1]
- Den svenska psalmboken 1695 som nummer 8, med titelraden "Uppå Gud Fader jag fast tror", under rubriken "Catechismus författad i Sånger: Trones Artiklar".
- Luthersk psalmbok, 1996, som nummer 701 med titeln "På Gud vår Fader fast jag tror".